# Pauline Hall
Pour les articles homonymes, voir Hall.
Pauline Hall (née Pauline Fredrika Schmidgall, le 26 février 1860 et morte le 29 décembre 1919) est une actrice et chanteuse d'opéras-comiques américaine,.

## Biographie

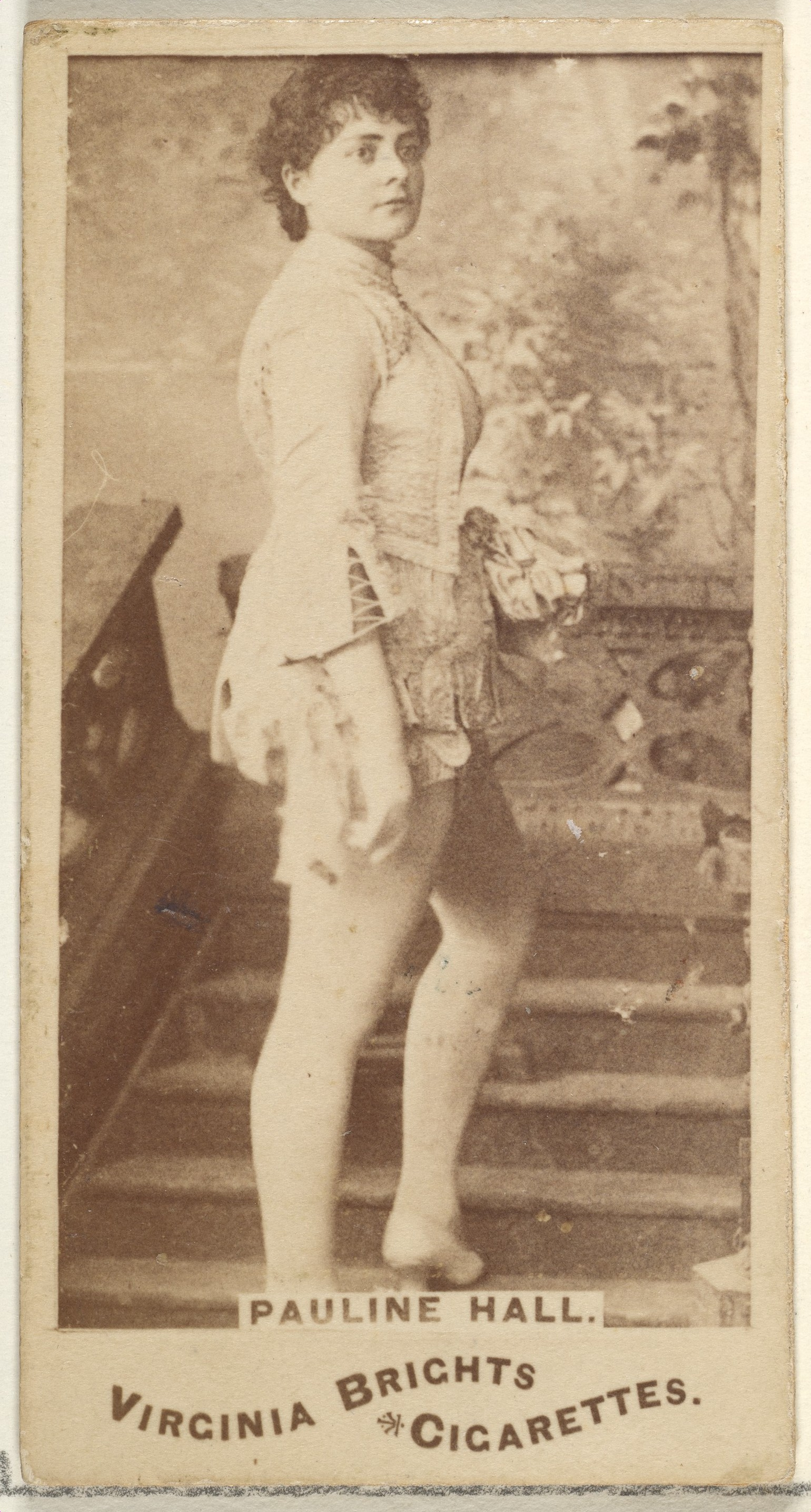
Pauline Hall, ca. 1888, Collection Burdick, Metropolitan Museum of Art

Pauline Fredrika Schmidgall est la fille de Minnie et Frederic Schmitgall, apothicaire à Cincinnati,.
Pauline Hall quitte l'école à l'âge de 14 ans. En 1875, elle apparait pour la première fois comme « extra girl » dans les chœurs et danseuse dans un ballet, sous la direction du colonel R. E. J. Miles, au Robinson's Opera House de Cincinnati. Peu de temps après, Hall rejoint le chœur de la troupe d'opéra d'Alice Oates (en),. Après avoir quitté la compagnie d'Alice Oates, elle joue de petits rôles dans la compagnie Samuel Colville Folly.
Elle rejoint ensuite la compagnie de Mary Anderson et, pendant trois ou quatre mois, joue des rôles mineurs dans les pièces du répertoire de Miss Anderson. Elle joue le rôle de Lady Capulet dans Roméo et Juliette et la veuve Melnotte dans le mélodrame d'Edward Bulwer-Lytton, La Dame de Lyon.
En 1880, Hall commence à être remarquée par des découvreurs de talents scéniques. Elle est membre de la troupe d'Edward E. Rice (en), avec lequel elle apparait dans les productions musicales Horrors et Revels. Elle joue le rôle travesti du héros Gabriel dans une reprise d'Evangeline la même année,.
À l'automne 1882, elle entreprend une tournée avec la compagnie de J. H. Haverly (en) et chante le rôle d'Elsa. Avec Haverly, elle apparait dans Patience. À la suite de cet engagement, elle rejoint Rice et, le 1er décembre 1883, elle crée le rôle de Vénus dans Orphée et Eurydice au Bijou Opera House de New York qui se prolonge jusqu'au 15 mars de l'année suivante, quand elle part en tournée avec la compagnie, sous la direction de Miles et Barton.
À son retour à New York, elle apparait de nouveau au Bijou, le 6 mai 1884, dans le rôle de Hassam dans une reprise de Barbe-bleue, suivie d'une autre tournée qui dure jusqu'en juillet. En août, elle est engagée au Niblo's Garden (en), à New York, dans le rôle de Loresoul dans la production de Poole et Gilmour, The Seven Ravens. En février 1885, Hall joue dans le rôle-titre de Ixion au Comedy Theatre de New York, et le 4 avril, elle fait sa première apparition dans le rôle du Prince Orlofsky, dans Die Fledermaus au Thalia Theatre. Le 25 mai, Hall crée le personnage d'Oberon dans la parodie Bottom's Dream avec Nat Goodwin (en) au Park Theatre à Boston. C'est un échec. Hall retourne à New York, où elle signe avec Rudolph Aronson, directeur du Casino Theatre, faisant sa première apparition dans le rôle de Ninon de Lenclos dans la représentation anglaise de Nanon de Richard Genée, le 29 juin 1886,, suivie de Gypsy Baron, le 15 février 1886.
Son plus grand succès est le rôle-titre dans la première production américaine d'Erminie. Elle interprète 800 fois, le rôle d'Erminie à Broadway (1886–1888), avec Francis Wilson et Marie Jansen comme partenaire et en tournée aux États-Unis,,. Ensuite Hall joue la princesse Etelka dans Nadjy éclipsée par le personnage de Nadjy, la danseuse, interprétée par Marie Jansen dans la production originale. Elle crée le rôle de La Mexicana au Casino Theatre en septembre 1889. Elle chante dans La Fille du tambour-major, la même année,,,.
Hall tourne avec sa propre compagnie de 1890 à 1896. Après avoir quitté le Casino, Hall commence une carrière de star en apparaissant comme Angelo dans Amorita, en septembre 1890,,, dans Madame Favart et dans Puritania, or The Earl and the Maid of Salem, d'Edgar Stillman Kelley sur un livret de CMS McLellan (en), produit à Boston à l'été 1892, dans lequel elle joue le rôle de Vivian, le plus connu et le plus réussi de tous ses opéras, avec plus de 150 représentations; puis dans The Lion Tamer. La saison suivante, elle produit The Honeymooners à Boston,.
Au cours de la saison 1894-95, elle joue dans le rôle principal de La Belle Hélène, dans une reprise de The Chimes of Normandy, et Dorcas ; Le rôle du Prince Raphaël dans La Princesse de Trébizonde au Harrigan Theatre,.
Elle passe au vaudeville, gagnant apparemment jusqu'à 600 $ par semaine en 1898.
En 1900, elle rejoint la compagnie de Francis Wilson (en), chantant dans une reprise d'Erminie et dans la version lyrique comique de Cyrano de Bergerac.
Elle joue dans plus de deux douzaines d'opérettes à Broadway. Elle apparait dans les reprises de Robin Hood et The Geisha en 1912 et 1913. En 1916, elle est engagée au Hammerstein's Victoria Theatre pour un concert. Elle passe dans les productions de Ziegfeld Follies en 1918.
En 1919, elle joue dans The Gold Diggers de David Belasco au Lyceum Theatre en septembre, et dans Appel Blossoms au Globe Theater en octobre.

## Vie privée
Le premier mari de Pauline Hall est Edward White, qu'elle rencontre à San Francisco en 1878, où il travaille dans des entreprises minières. Ils se marient à Saint-Louis en février 1881. Huit ans plus tard, Hall obtient le divorce pour abandon,,.
En 1894, elle épouse le directeur de théâtre George B. McLellan, frère du dramaturge CMS McLellan (en); Ils ont une fille ensemble en 1895 et se séparent en 1902.
Hall est morte d'une pneumonie, à l'âge de 59 ans, à Yonkers, New York,.

## Iconographie
Elle pose pour des publicités pour des cigarettes.